# 米澤多恵
米澤 多恵（よねざわ たえ、1967年 - ）は、日本の起業家、株式会社エピキュリアン代表、元「GOETHE」副編集長。

## 人物
大阪府生まれ。大阪府立天王寺高等学校卒業、神戸大学卒業。
大学卒業後、ぴあ株式会社に入社。大阪採用の新入社員は大阪配属と決まっていたが、初の東京配属に。女性で初めてチケット仕入れ営業に配属され、5年間演劇のチケット仕入れを担当。チケット事業と編集事業の人事交流はなかったが、初めてチケット事業部からTVぴあ編集部に配属。雑誌編集の傍で単行本も企画。唐沢商会『ガラダマ天国』、山本太郎『母ちゃんごめん普通に生きられなくて』、ユースケ・サンタマリア『表裏一体』などを担当。
その後MOOKS編集部部長として、「ぴあMAPハワイ」などのガイドブックMOOKの立て直し、「歌舞伎ワンダーランド」などのエンタテインメントMOOKの復活、出版事業の第2の基幹セクションである部のテコ入れと強化を図流。さらに、新雑誌開発部長として、女性月刊誌「colorful」に関わる。
2005年、株式会社幻冬舎に移籍。1年かけ、男性ライフスタイル誌「GOETHE」を創刊準備し、2006年創刊。以降12年間副編集長を務める。在籍中、ハワイ特集、秘書特集、家特集など「GOETHE」の看板特集を立ち上げた。
旅やホテルに精通していることから、世界屈指のハイエンドトラベル商談会「ALTM」に日本のメディア代表として招待され、インド、中国、オーストラリアのメディア代表とパネルに参加。一方で、多方面のトップリーダーとの関係性を築き、野田一夫「悔しかったら、歳をとれ!」、冨山和彦「有名企業からの脱出」の編集担当にも携わる。
2017年に株式会社エピキュリアンを創業。会員制ウェブサイトEpicureanをローンチ。紹介制で入会し、会員しかログインできないウェブサイトを運営。「そこでしか手に入れられないモノ、コト、ヒトを提供する」をテーマに活動を続ける。